# Схотен (футбольный клуб)
ВВ «Схотен» (нидерл. VV Schoten) — нидерландский футбольный клуб из общины Харлем. В настоящее время имеет статус любительского клуба. Основан 4 февраля 1910 года в муниципалитете Схотен. Сезон 1920/21 был самым успешным в истории клуба, когда команда стала обладателем Кубка Нидерландов, обыграв в финале РФК из Роттердама со счётом 2:1.

## Достижения
- Кубок Нидерландов: 1
  - 1920/21

## Известные воспитанники клуба
- Мартен Стекеленбург[3] — вратарь английского «Фулхэма» и национальной сборной Нидерландов.
- Патрик Звансвейк[3] — защитник, выступал за «Утрехт», «Оита Тринита», НАК Бреда и «Сентрал Кост Маринерс».
- Рюд Боссен[3] — футбольный судья.